# Кубок мира по спортивной ходьбе 1981
Финал 10-го Кубка мира по спортивной ходьбе прошёл 3—4 октября 1981 года в Валенсии (Испания). Мужчины боролись за Кубок Лугано, который получала лучшая сборная по итогам заходов на 20 и 50 км. Женщины разыгрывали Кубок Эшборна на дистанции 5 км.
Большинство сильнейших команд получили прямой допуск в финал. Оставшиеся шесть мест разыгрывались в предварительном раунде Кубка мира, который прошёл в различных городах в августе — сентябре 1981 года.
На старт вышли 160 ходоков из 18 стран мира (111 мужчин и 49 женщин).
Каждая команда могла выставить до четырёх спортсменов в каждый из заходов. Лучшие в командном зачёте определялись по сумме очков, набранных тремя сильнейшими представителями страны (очки начислялись в зависимости от занятого места). В зачёт Кубка Лугано шли по три лучших результата на дистанциях 20 и 50 км у мужчин.
Несмотря на две индивидуальные победы, добытые Эрнесто Канто и Раулем Гонсалесом, мужская сборная Мексики стала только третьей в командном зачёте. Кубок Лугано впервые в истории выиграла Италия, опередившая советских ходоков по дополнительным показателям.
Женщины в четвёртый раз участвовали в Кубке мира. Сив Густафссон из Швеции попала на личный пьедестал в третий раз, а также стала первой двукратной победительницей соревнований.

## Предварительный раунд
Соревнования предварительного раунда прошли в августе — сентябре 1981 года в трёх городах: французском Сент-Обен-лез-Эльбёфе, финском Хельсинки и венгерском Сольноке. В финал проходили по две лучшие команды из каждого турнира.

### Мужчины
От участия в предварительном раунде были освобождены Мексика, СССР, ГДР, Италия, Испания, США, Канада, Австралия и Китай. Все эти страны получили прямые путёвки в финал.
| Место | Команда    | Очки |
| ----- | ---------- | ---- |
| 1     | Франция    | 77   |
| 2     | Швеция     | 75   |
| 3     | Швейцария  | 39   |
| 4     | Нидерланды | 27   |
| 5     | Бельгия    | 24   |

| Место | Команда        | Очки |
| ----- | -------------- | ---- |
| 1     | Великобритания | 49   |
| 2     | Норвегия       | 44   |
| 3     | ФРГ            | 37   |
| 4     | Финляндия      | 28   |

| Место | Команда      | Очки |
| ----- | ------------ | ---- |
| 1     | Чехословакия | 73   |
| 2     | Польша       | 64   |
| 3     | Венгрия      | 58   |
| 4     | Греция       | 23   |
| 5     | Австрия      | 14   |

## Расписание
| Дата           | Заход         |
| -------------- | ------------- |
| 3 октября 1981 | 5 км женщины  |
| 3 октября 1981 | 20 км мужчины |
| 4 октября 1981 | 50 км мужчины |

## Медалисты
Сокращения: WR — мировой рекорд | AR — рекорд континента | NR — национальный рекорд | CR — рекорд соревнований
Курсивом выделены участники, чей результат не пошёл в зачёт команды

### Мужчины
| Дисциплина              | Золото | Золото     | Серебро | Серебро   | Бронза | Бронза   |
| ----------------------- | --- | ---------- | --- | --------- | --- | -------- |
| 20 км                   | Эрнесто Канто Мексика | 1:23.52 CR | Роланд Визер ГДР | 1:24.12   | Алессандро Пеццатини Италия | 1:24.24  |
| 50 км                   | Рауль Гонсалес Мексика | 3:48.30    | Хартвиг Гаудер ГДР | 3:52.18   | Алессандро Беллуччи Италия | 3:54.57  |
| Кубок Лугано (20+50 км) | Италия · Алессандро Пеццатини · Маурицио Дамилано · Карло Маттиоли · Алессандро Беллуччи · Джакомо Поджи · Доменико Карпентьери · Джорджо Дамилано · Паоло Грекуччи | 227 очков  | СССР · Евгений Евсюков · Анатолий Соломин · Пётр Поченчук · Валерий Сунцов · Виктор Доровских · Виктор Гродовчук · Николай Винниченко · Вячеслав Фурсов | 227 очков | Мексика · Эрнесто Канто · Эдуардо Линарес · Марселино Колин · Рауль Гонсалес · Артуро Браво · Мартин Бермудес · Феликс Гомес · Энрике Вера | 221 очко |

### Женщины
| Дисциплина    | Золото                                                                              | Золото    | Серебро                                                                    | Серебро  | Бронза                                                       | Бронза   |
| ------------- | ----------------------------------------------------------------------------------- | --------- | -------------------------------------------------------------------------- | -------- | ------------------------------------------------------------ | -------- |
| 5 км          | Сив Густафссон Швеция                                                               | 22.57     | Александра Деверинская СССР                                                | 23.18    | Людмила Хрущёва СССР                                         | 23.26    |
| Кубок Эшборна | СССР · Александра Деверинская · Людмила Хрущёва · Наталья Шарыпова · Ольга Чугунова | 105 очков | Швеция · Сив Густафссон · Анн Янссон · Анн-Мари Ларссон · Бритт Хольмквист | 104 очка | Австралия · Салли Пирсон · Сью Орр · Энн Райан · Лоррейн Янг | 90 очков |